# Christoph Waffenschmidt
Christoph Waffenschmidt (* 1969 in Waldbröl) ist ein deutscher Diplom-Verwaltungswirt (FH), ehemaliger Kommunalpolitiker (CDU) und er war bis 2023 Leiter von World Vision Deutschland. Waffenschmidt wurde 1969 als Sohn des Parlamentarischen Staatssekretärs Horst Waffenschmidt im oberbergischen Waldbröl geboren. Er ist evangelisch, verheiratet und Vater einer Tochter.

## Leben
Waffenschmidt engagierte sich bereits als junger Mann in der Jungen Union. Im Alter von 22 Jahren wurde er Mitglied im Stadtrat von Waldbröl. Im Jahr 1999 wurde er mit 29 Jahren für die CDU zum Bürgermeister von Waldbröl gewählt und somit jüngster Bürgermeister in Nordrhein-Westfalen.
Nachdem er 2004 durch Wiederwahl im Amt bestätigt wurde, gab er 2008 die Tätigkeit als Bürgermeister auf und wurde als Nachfolger von Günther Bitzer Geschäftsführer von World Vision Deutschland (WVD). Als Vorstandsvorsitzender von WVD engagiert er sich für die Bekämpfung von Hunger und Armut. Er ist Herausgeber der World Vision Kinderstudie und war mitverantwortlich für die Vergabe des 2007–2011 vergebenen Deutschen Kinderpreis.
Waffenschmidt setzt sich besonders für neugeborene Kinder ein und mahnt, es müsse in unser aller Interesse sein, Kinder heranzuziehen, die später eine Stütze des Staates würden. Waffenschmidt schied zum 31. Mai 2023 aus dem Vorstand von World Vision Deutschland aus. Darüber hinaus war er Mitglied des Aufsichtsrats des christlichen Spartensenders ERF-Medien aus Wetzlar.

## Mitgliedschaften
Waffenschmidt war in seiner Zeit als Bürgermeister Mitglied des Arbeitskreises Politik der Deutschen Evangelischen Allianz, einem evangelikalen Netzwerk. Er ist Mitglied im Vorstand des Deutschen Spendenrats sowie Stiftungsratsmitglied der Hoffnungsträger Stiftung.

## Schriften
- Heinz-Werner Helmert, Christoph Waffenschmid: Waldbröl. Sutton, Erfurt 2006, ISBN 3-89702-976-6.
- Gary A. Haugen: Freiheit für Linh: Die riskante Undercover-Operation zur Rettung aus Kinderprostitution und moderner Sklaverei. Vorwort von Christoph Waffenschmidt. Brunnen Verlag, Gießen 2009, ISBN 978-3-7655-1707-5.
- Homepage diegesellschafter.de, Tagebucheintrag vom 31. Januar 2009; eingesehen am 9. November 2010
- Christoph Waffenschmidt 2005. Suchet der Stadt Bestes. In: Antenne ERF. Das christliche Magazin für Radio, Fernsehen, Internet. Oktober 2005. Wetzlar. (zitiert in Masterarbeit der Universität von Südafrika)
- mit Sven Plöger: Besser machen! Hoffnungsvolle Entwicklungen und Initiativen für eine lebenswerte Zukunft. adeo, Asslar 2021, ISBN 978-3-86334-306-4.